# Jered Weaver
Pour les articles homonymes, voir Weaver.
Jered David Weaver (né le 4 octobre 1982 à Los Angeles, Californie, États-Unis) est un ancien lanceur droitier de baseball. Il joue dans la Ligue majeure de baseball de 2006 à 2017 et dispute 322 de ses 331 matchs en carrière avec les Angels de Los Angeles.
Il réalise un match sans point ni coup sûr pour les Angels le 2 mai 2012 et représente trois fois l'équipe au match des étoiles (2010, 2011, 2012).
Il est le frère cadet de l'ancien joueur de baseball professionnel Jeff Weaver.

## Biographie

### Angels de Los Angeles
Étudiant à l'Université d'État de Californie à Long Beach, Jered Weaver est repêché le 7 juin 2004 par les Angels d'Anaheim au premier tour de sélection (12e choix). Il signe son premier contrat professionnel le 30 mai 2005 et débute en Ligue majeure le 26 mai 2006 après une année en Ligues mineures.

#### Saison 2008
Le 28 juin 2008, Weaver lance 7 manches et cède sa place pour les deux dernières au releveur José Arredondo alors que les Angels réussissent un match sans coup sûr combiné aux dépens des Dodgers de Los Angeles. Cependant, une erreur de Weaver permet aux Dodgers d'inscrire le seul point d'une victoire de 1-0, devenant la 5e équipe de l'histoire à gagner un match sans même frapper de coup sûr.

#### Saison 2010
Weaver honore en 2010 sa première sélection au match des étoiles et termine la saison avec le plus grand nombre de retraits sur des prises parmi les lanceurs des majeures, avec 233, soit un de plus que le gagnant du trophée Cy Young, Felix Hernandez. Malgré un dossier victoires-défaites de 13-12, Weaver termine cinquième au vote pour ce prix remis au meilleur lanceur de l'année. Il présente une moyenne de points mérités de 3,01 en 34 départs et 224,1 manches lancées en 2010.

#### Saison 2011
Il est nommé lanceur par excellence du mois d'avril 2011 dans la Ligue américaine de baseball, un honneur qu'il reçoit pour la première fois de sa carrière. Durant ce mois, il présente la meilleure moyenne de points mérités (0,99) de l'Américaine et totalise 49 retraits sur des prises en 45,2 manches au monticule. Il remporte six victoires, contre aucune défaite. De ses six victoires, une est par jeu blanc et il lance deux matchs complets. Il aurait pu devenir le premier lanceur depuis l'année 1898 à avoir un dossier de 7-0 en date du 1er mai si un virus ne l'avait pas fait rater un départ prévu contre Tampa.
À la mi-saison, il compte 11 victoires, quatre défaites et une moyenne de points mérités de 1,86, la meilleure des majeures, après 19 départs. Il reçoit sa deuxième sélection en deux ans pour le match des étoiles et est choisi comme lanceur partant des étoiles de la Ligue américaine pour la classique annuelle, présentée le 12 juillet en Arizona. Il est le troisième lanceur de l'histoire des Angels à commencer la partie d'étoiles après Nolan Ryan en 1979 et Mark Langston en 1993.
Il est suspendu par la ligue pour six parties pour avoir dirigé un tir au-dessus de la tête d'Alex Avila des Tigers de Detroit le 31 juillet.

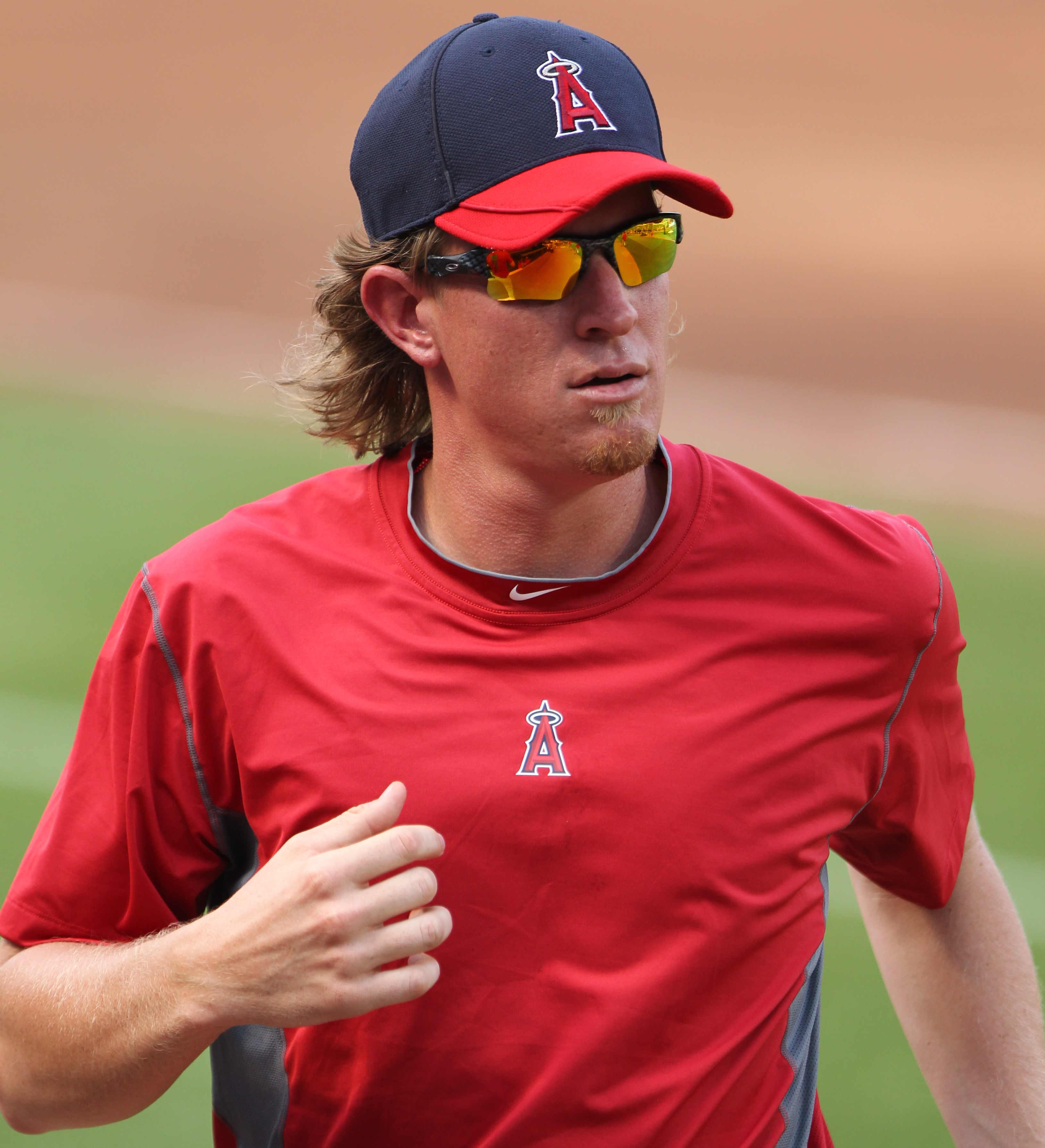
Jered Weaver en 2011.

Weaver termine l'année 2011 avec la deuxième meilleure moyenne de points mérités (2,41) de la Ligue américaine, derrière Justin Verlander des Tigers de Detroit. Ses 18 victoires, contre 8 défaites, le placent au 3e rang des lanceurs de sa ligue derrière Verlander et CC Sabathia des Yankees de New York. Il entre dans le top 10 avec 198 retraits au bâton. Il est aussi 4e pour les matchs complets avec 4, et deux de ceux-ci sont des blanchissages. Il termine 2e au scrutin déterminant le gagnant du trophée Cy Young du meilleur lanceur, pour lequel Justin Verlander est un choix unanime.

#### Saison 2012
Le 2 mai 2012 à Anaheim, dans une victoire de 9-0 des Angels sur les Twins du Minnesota, Weaver réussit un match sans point ni coup sûr. Il n'affronte que deux frappeurs de plus (29) que le minimum. C'est la 10e partie sans coup sûr de l'histoire de la franchise et la 9e individuelle, Mark Langston et Mike Witt ayant partagé la tâche pour l'un de ces matchs en 1990, qui est aussi le dernier match sans coup sûr dans lesquels les Angels n'ont aussi accordé aucun point puisque Ervin Santana avant accordé un point dans son match sans coup sûr de 2011 pour le club californien.

#### Saison 2013
La saison 2013 débute mal pour Weaver. À son second départ de l'année, le 7 avril face aux Rangers du Texas, il se brise le coude gauche en tentant d'éviter une balle frappée en flèche par Mitch Moreland. Il est à l'écart du jeu plus de 6 semaines. En 24 matchs en 2013, il remporte 11 victoires contre 8 défaites et maintient une moyenne de points mérités de 3,27 en 154 manches et un tiers lancées, avec 117 retraits sur des prises. Malgré ces statistiques somme toute respectables, c'est sa moyenne la plus élevée depuis 2009. Il est le second lanceur le plus victorieux des Angels en 2013 après les 17 gains de C. J. Wilson.

#### Saison 2014
La moyenne de points mérités de Weaver continue de grimper en 2014 et elle se chiffre à 3,59 en 213 manches et un tiers lancées.  Sans atteindre le sommet de 2010, sa moyenne de retraits sur des prises par match reste stable depuis 2012, et même légèrement à la hausse, de 6,8 à 7,1 par 9 manches lancées. Il enregistre 169 retraits au bâton en 2014. Ses 18 victoires, contre 9 défaites, sont non seulement un sommet chez les Angels mais également dans la Ligue américaine, à égalité avec Max Scherzer de Détroit et Corey Kluber de Cleveland. Ses 34 victoires sont le plus haut total des majeures. Il demeure le lanceur partant de confiance des Angels et est choisi pour commencer les éliminatoires après que le club eut remis la meilleure fiche de tout le baseball majeur en saison régulière 2014. Il n'est pas impliqué dans la décision lors du premier match de la Série de division : il quitte le match, perdu en manches supplémentaires, sur une égalité après n'avoir donné que deux points et 3 coups sûrs en 7 manches de travail. Ce revers donne le ton à la série, où les Angels subissent l'élimination en perdant 3 matchs consécutifs contre Kansas City.

### Padres de San Diego
Le 19 février 2017, Weaver signe un contrat de 3 millions de dollars pour un an avec les Padres de San Diego. Il joue 9 matchs pour San Diego en 2017.
Weaver annonce sa retraite le 16 août 2017.

## Statistiques
| Saison | Équipe    | G   | GS  | CG | SHO | V  | D  | SV | IP    | SO  | ERA  |
| ------ | --------- | --- | --- | -- | --- | -- | -- | -- | ----- | --- | ---- |
| 2006   | LA Angels | 19  | 19  | 0  | 0   | 11 | 2  | 0  | 123.0 | 105 | 3,56 |
| 2007   | LA Angels | 28  | 28  | 0  | 0   | 13 | 7  | 0  | 161.0 | 115 | 2,91 |
| 2008   | LA Angels | 30  | 30  | 0  | 0   | 11 | 10 | 0  | 176.2 | 152 | 4,33 |
| 2009   | LA Angels | 33  | 33  | 4  | 2   | 16 | 8  | 0  | 211.0 | 174 | 3,75 |
| 2010   | LA Angels | 34  | 34  | 0  | 0   | 13 | 12 | 0  | 224.1 | 233 | 3,01 |
| Totaux | Totaux    | 144 | 144 | 4  | 2   | 64 | 39 | 0  | 896.0 | 776 | 3,55 |

| Saison | Équipe    | G | GS | CG | SHO | V | D | SV | IP   | SO | ERA  |
| ------ | --------- | - | -- | -- | --- | - | - | -- | ---- | -- | ---- |
| 2007   | LA Angels | 1 | 1  | 0  | 0   | 0 | 1 | 0  | 5.0  | 5  | 3,60 |
| 2008   | LA Angels | 1 | 0  | 0  | 0   | 1 | 0 | 0  | 2.0  | 3  | 0,00 |
| 2009   | LA Angels | 4 | 2  | 0  | 0   | 1 | 0 | 0  | 13.2 | 14 | 2,73 |
| Totaux | Totaux    | 6 | 3  | 0  | 0   | 2 | 1 | 0  | 20.2 | 22 | 2,61 |

Note : G = Matches joués ; GS = Matches comme lanceur partant ; CG = Matches complets ; SHO = Blanchissages ; 
V = Victoires ; D = Défaites ; SV = Sauvetages ; IP = Manches lancées ; SO = Retraits sur des prises ; ERA = Moyenne de points mérités.